# Nemotelus thomae
Nemotelus thomae är en tvåvingeart som beskrevs av Charles Howard Curran 1928. Nemotelus thomae ingår i släktet Nemotelus och familjen vapenflugor. Inga underarter finns listade i Catalogue of Life.